# The Star of Bethlehem

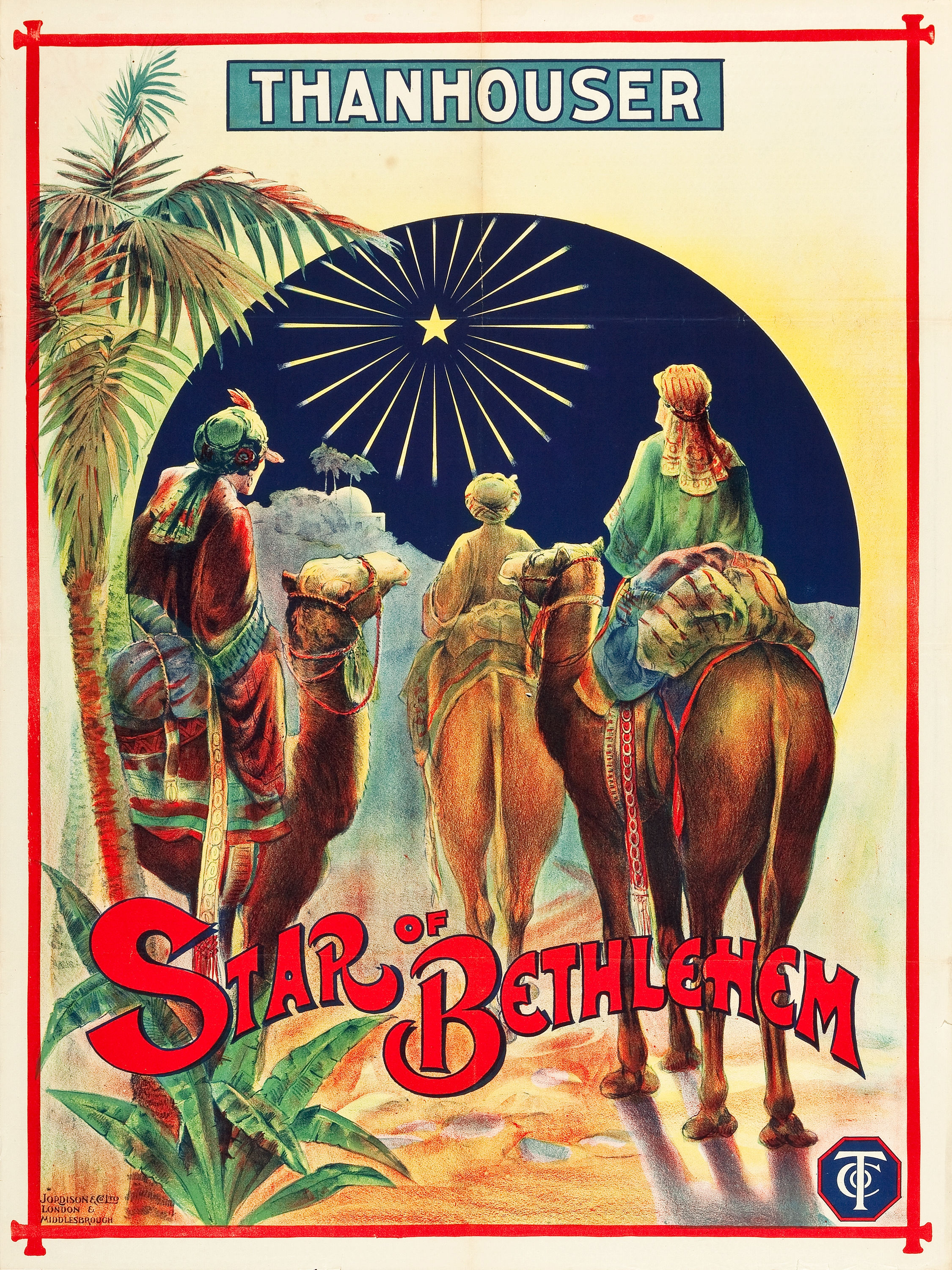
Locandina del film del 1912

The Star of Bethlehem è un cortometraggio muto del 1912 diretto da Lawrence Marston. Fu il primo film di Marston, un attore, regista e commediografo che arrivava da Broadway.

## Trama
Alla corte di Erode giungono tre Magi. Guidati da una stella, sono alla ricerca di un nuovo re che dovrà regnare in eterno. Erode, quando i tre se ne vanno, chiede loro di ritornare da lui perché vuole sapere com'è finita la ricerca.
In realtà, Erode è spaventato dall'annunzio di quel re misterioso e, in mezzo alla sua corte, vive da quel momento con timore.
Intanto, i Magi continuano il loro viaggio. Trovano dei pastori che seguono pure loro la stella. Tutti insieme, arrivano in un luogo dove trovano Giuseppe e Maria vicino a una culla. I nuovi venuti si prostrano per onorare il bambino.

## Produzione
Il film fu prodotto dalla Thanhouser Film Corporation.

## Distribuzione
Distribuito dalla Mutual Film, il film uscì nelle sale cinematografiche USA il 24 dicembre 1912.
Il negativo originale venne bruciato nell'incendio della Thanhouser del 1913. Del film, lungo in origine 900 metri, sono rimasti solo 15 minuti. La copia superstite si trova conservata negli archivi del National Film and Television Archive of the British Film Institute. È visibile sul sito della Thanhouser